# Xanthostemon
Xanthostemon es un género de plantas perteneciente a la familia Myrtaceae. Es originario de Malasia a Nueva Caledonia. 

## Especies seleccionadas
- Xanthostemon aurantiacus (Brongn. & Gris) Schltr.
- Xanthostemon carlii J.W. Dawson
- Xanthostemon chrysanthus
- Xanthostemon ferrugineus J.W. Dawson
- Xanthostemon francii Guillaumin
- Xanthostemon glaucus Pampan.
- Xanthostemon grisei Guillaumin
- Xanthostemon gugerlii Merrill
- Xanthostemon lateriflorus Guillaumin
- Xanthostemon laurinus (Pampanini.) Guillaumin
- Xanthostemon longipes Guillaumin
- Xanthostemon macrophyllus Pampanini
- Xanthostemon multiflorus (Montrouz.) Beauvisage
- Xanthostemon myrtifolius (Brongn. & Gris) Pampanini
- Xanthostemon oppositifolius Bailey
- Xanthostemon pubescens (Brongn. & Gris) Sebert & Pancher
- Xanthostemon ruber (Brongn. & Gris) Sebert & Pancher
- Xanthostemon sebertii Guillaumin
- Xanthostemon sulfureus Guillaumin
- Xanthostemon velutinus (Gugerli) J.W. Dawson
- Xanthostemon verdugonianus Naves
- Xanthostemon verus
- Xanthostemon vieillardii (Brongn. & Gris) Niedenzu